# Frankliniella occidentalis
Il tripide occidentale delle serre o tripide occidentale dei fiori (Frankliniella occidentalis Pergande, 1895) è un insetto molto dannoso su colture orticole, frutticole e floricole in grado di arrecare sia danni diretti (punture su foglie e fiori) sia danni indiretti (trasmissione di virosi).

## Distribuzione geografica
Frankliniella occidentalis, di origine neartica (Nord America) è distribuita dal livello del mare fino alle quote sub – alpine. Fino agli anni '60 la sua presenza era limitata alla zona occidentale del Nord America, al Messico e all'Alaska. Una curiosa eccezione era costituita dalla presenza del tripide in Nuova Zelanda, segnalata fin dal 1934.
Dai primi anni '60 l'aumento dei trasporti internazionali di materiale vegetale ha causato una massiva diffusione dell'insetto in ogni parte del mondo. Attualmente è il tripide più comune in California e Arizona. Dagli anni settanta si è diffuso in Asia, Africa, Sud America e Oceania. In Europa è stato riscontrato per la prima volta nei Paesi Bassi, nel 1983, in una serra di violette africane. In seguito Frankliniella occidentalis è stata segnalata in Spagna, Scandinavia, Inghilterra, Germania, Francia e Italia, dove i primi avvistamenti sono avvenuti nel (1987), su colture ornamentali.

## Piante ospiti
Frankliniella occidentalis può attaccare 500 specie vegetali di 50 famiglie botaniche, in campo e in serra; è dannoso su colture orticole (Solanaceae, Liliaceae, Fabaceae, Cucurbitaceae, Asteraceae), fruttiferi (Drupacee e Pomacee) e floricole (rosa, ciclamino, poinsettia, geranio).

## Descrizione

### Uovo
Le uova sono opache e reniformi. Mediamente misurano 0,55 x 0,25 mm

### Neanide
Sono presenti 2 stadi (neanide di I età e neanide di II età).
La neanide di I età è inizialmente di colore bianco o quasi trasparente, ma tende a diventare giallo arancio, cremisi o anche violetto. Quando ha raggiunto le dimensioni di 1 - 1,2 mm di lunghezza cerca un anfratto riparato e muta.
La nenanide di II età è di colore giallo chiaro e misura mediamente 1,5 - 1,8 mm di lunghezza.

### Ninfa
Il primo stadio è la preninfa dotata di abbozzi alari, antenne rudimentali, zampe funzionali e apparato escretore non funzionante. Quando lo sviluppo della preninfa è completo l'insetto muta nello stadio ninfale. In questo stadio sono presenti antenne curvate all'indietro oltre il capo, ali funzionati e corpo simile a quello dell'adulto.

### Adulto
Mediamente misura 1 – 1,5 mm di lunghezza; il maschio ha un addome di color giallo pallido di forma arrotondata con estremità distale ristretta; la femmina di colore dal giallo al bruno presenta un addome più arrotondato e terminate a punta.
La colorazione di Frankliniella occidentalis è però molto variabile in base alle stagione e alla zona geografica; in genere le forme primaverili sono più chiare con striature o punteggiature nella parte dorsali, mentre le forme svernanti sono brunastre.

## Danni
I danni diretti si manifestano su tutti gli organi epigei della pianta e sono causati dalle punture degli adulti e dei giovani oltre che dalle ovideposizioni. Per deporre le uova infatti, Frankliniella occidentalis incide i tessuti vegetali tramite l'ovopositore causando suberificazioni e deformazioni dei tessuti interessati.
Sulle foglie l'attacco causa depigmentazioni argentate che tendono a necrotizzare, originando una deformazione del lembo che si accartoccia e dissecca. Tali alterazioni derivano dalla presenza di sostanze tossiche nella saliva dell'insetto.
Sui fiori si manifestano la maggior parte degli attacchi con decolorazioni sui petali con eventuale necrosi; solitamente si hanno lesioni anche sugli organi riproduttivi. Se viene punto l'ovario il fiore cade.
Sui frutti, le punture causano suberificazioni dell'epicarpo con conseguente deformazione del frutto stesso.
Frankliniella occidentalis può attaccare un elevato numero di specie vegetali coltivate e la sintomatologia causata è simile. Vengono qui descritti a titolo di esempio alcuni casi particolarmente significativi:
Su fragola si osservano striature brune e deformazioni dei petali oltre a bronzature e malformazioni dei frutti. I danni che provoca sono notevoli, tanto da farlo considerare come il fitofago chiave della fragolicoltura italiana. Le foglie presentano rugginosità e deformazioni, inoltre, se l'attacco è forte i fiori possono abortire e i frutti presentare imbrunimenti e perdita di lucentezza con annerimento degli acheni.
Su pesco i danni sono concentrati nella fase di raccolta; gli attacchi in fase di fioritura e allegagione avvengono solo in coltura protetta, mentre sono rari per le coltivazioni in pieno campo. Il danno è esclusivamente estetico e si manifesta con decolorazioni della buccia, visibili quasi esclusivamente su cultivar di nettarine, sulle quali però può causare gravi deprezzamenti del prodotto.,
Sugli acini delle uve da tavola si osservano punti necrotici circondati da una maculatura biancastra. Gli acini vengono attaccati fino a quando hanno un diametro inferiore a 0,5 cm. Anche in questo caso il danno è esclusivamente estetico.
Riassumendo i danni causati dall'attacco di Frankliniella occidentalis possono essere distinti in:
- decolorazione della pagina superiore delle foglie
- argentature e deformazioni delle foglie
- macchie alonate sulle foglie caratterizzate da una zona centrale scura circondata da un alone più chiaro
- decolorazioni dei fiori
- decolorazioni dei frutti
- deformazione dei germogli e arresto del loro sviluppo
- deformazione del fiore (ad esempio su crisantemo e gerbera)

### Frankliniella occidentaliscome vettore di virus
Oltre al danno diretto la frankliniella è il principale vettore del pericoloso virus TSWV (Tomato Spotted Wilt virus), che colpisce peperone, pomodoro, carciofo, lattuga, melanzana e molte specie spontanee che possono fungere da serbatoio per il virus. Tale virus causa una sintomatologia caratterizzata da nanismo delle piante, necrosi e bronzature sulle foglie giovani, macchie anulari clorotiche sulle foglie più vecchie e sui frutticini, incurvamento verso il basso delle foglie. Alla raccolta i frutti sono di dimensioni ridotte con vistose macchie bruno–giallastre.
L'acquisizione del virus avviene solo da parte delle neanidi dell'insetto che devono nutrirsi su piante infette. La capacità di trasmettere il virus si manifesta dopo un periodo di incubazione (definito periodo di latenza) che dura 4 – 18 giorni; da questo momento e per tutta la vita l'insetto può trasmettere il virus. La trasmissione del virus è quindi di competenza quasi esclusiva dell'adulto poiché la fase di latenza non viene quasi mai conclusa nella I e II forma neanidale e le pupe non si alimentano.

## Ciclo biologico
Frankliniella occidentalis sverna come adulto in anfratti nel terreno o nelle strutture interne o esterne delle coltivazioni protette. È un insetto policiclico e partenogenetico. La sua polifagia la rende pericolosa per moltissime colture.
Negli ambienti caldi o in coltura protetta riprende l'attività a fine inverno – inizio primavera, mentre in pieno campo bisogna attendere l'estate. L'attività prosegue fino all'autunno con 6 –7 generazioni, spesso sovrapposte. Se le condizioni sono faverovoli le generazioni possono susseguirsi per tutto l'anno; in serra riscaldata a 25 °C, il ciclo si conclude in appena 15 – 18 giorni, mentre a 18 °C impiega circa 25 giorni.
Le femmine ovidepongono all'interno dei tessuti vegetali tramite la terebra. Ogni femmina depone mediamente 30 – 40 uova nel parenchima fogliare, nei fiori o nei frutti. Su tali organi si formano le neanidi, mentre le ninfe si formano nel terreno sottostante le piante attaccate.
A 26 °C dopo appena 3-4 giorni dalle uova sguscia una neanide che raggiunge la II età in 3 – 4 giorni; quest'ultima raggiunta la maturità si interra nel suolo ad una profondità di 1-2 cm e in 1-2 giorni giunge allo stadio di pupa. In questa fase l'insetto è molto suscettibile all'azione di microrganismi o acari predatori del terreno (es. Hypoaspis sp.) mentre è difficilmente raggiungibile dai trattamenti insetticidi. Se la temperatura supera i 30 °C si ha un arresto dell'aumento delle popolazioni perché le uova vengono devitalizzate.
Il tripide dei fiori si nutre iniettando saliva nei tessuti vegetali e svuotando per suzione il contenuto cellulare così predigerito.
La durata dell'intero ciclo vitale da uovo a uovo varia da 45 giorni a 15 °C a 15 giorni a 30 °C. La lunghezza della vita dell'adulto varia a seconda delle condizioni climatiche: in Italia è di circa 15 giorni, mentre in luoghi più caldi come la California può arrivare a 40 giorni.

## Lotta
La lotta nei confronti di Frankliniella occidentalis presenta alcune difficoltà dovute principalmente a:
- difficile rinvenimento delle forme mobili, che di giorno si riparano nel terreno o in anfratti della pianta
- manifestazioni sintomatologiche inizialmente poco evidenti, ma con seguente esplosione repentina
- resistenza del fitofago verso molti principi attivi; tale resistenza è dovuta anche alla caratteristica dell'insetto di ripararsi in zone nascoste della pianta non venendo quindi raggiunto dal trattamento

### Lotta biologica
In natura sono presenti alcuni limitatori naturali di Frankliniella occidentalis, impiegabili proficuamente in coltura protetta. L'impiego di limitatori naturali comporta la necessità di prestare particolare attenzione alla difesa chimica, in quanto molti principi attivi sono tossici anche per gli insetti utili. Inoltre, se si prevede di effettuare lanci di predatori è opportuno interrompere i trattamenti alcuni giorni prima dell'operazione, sia per limitare eventuali interferenze negative causate dal fitofarmaco, sia per garantire al predatore un congruo numero di prede in modo che possa instaurarsi e riprodursi.
Orius laevigatus 

Utilizzabile in coltura protetta, in ragione di 1-3 individui/m2 è un rincote antocoride predatore di tripidi. I periodi ottimali di lancio sono i mesi di aprile e maggio, quando le giornate si allungano. In genere verso il mese di giugno il contenimento delle popolazioni del tripide sarà completo e persisterà fino a fine estate. Non è utilizzabile nel periodo invernale a causa della lunga diapausa. Questo può rappresentare un problema, in quanto, le popolazioni di Frankliniella occidentalis possono essere rilevanti già nei mesi di gennaio - febbraio quando in zone con inverno mite come Italia meridionale sono già presenti alcune colture (es fragola). Nel caso della fragola se si riscontrano 15-20 Orius laevigatus ogni 100 fiori la lotta biologica può essere considerata avviata con successo. Molto attivi sono risultati anche Orius majusculus, Orius niger e Orius insidiosus.
È opportuno ricordare che il risultato degli interventi con predatori o parassitoidi è molto variabile; nel caso di Orius laevigatus, spesso il lancio primaverile avviene quando la popolazione di Frankliniella occidentalis è già troppo elevata per garantire un contenimento soddisfacente; d'altra parte anticipare troppo l'immissione del predatore sarebbe inutile perché non riuscirebbe ad adattarsi.
Amblyseius cucumeris

È un acaro predatore che può essere impiegato tra l'impianto della coltura e il lancio di Orius laevigatus, per contenere i tripidi in questa finestra temporale. Dosi di 10-100 individui/m2 assicurano un buon contenimento delle popolazioni di tripidi.
Beauveria bassiana

È un fungo entomopatogeno, attivo contro molti tripidi che attaccano le colture. Può essere impiegato anche contro Frankliniella occidentalis, ricordando che i trattamenti fungicidi possono influire negativamente con l'efficacia.

### Lotta chimica
Nonostante il pericolo di sviluppo di resistenze, con conseguente diminuzione di efficacia del principio attivo, l'impiego dei trattamenti convenzionali gioca ancora un ruolo importante per la lotta a Frankliniella occidentalis; in particolare possono essere impiegati prodotti a base di:
- spinosad
- lufenuron
- acrinatrina

L'esecuzione dei trattamenti insetticidi deve tenere conto degli eventuali effetti negativi nei confronti dei limitatori naturali del fitofago, la cui riduzioni abbinata al rischio di insorgenza di resistenze potrebbe aggravare il problema anziché risolverlo.